# Protrusio acetabuli
La protrusione dell'acetabolo o protrusio acetabuli è una rara anomalia dell'acetabolo, la cavità che riceve la testa del femore per formare l'articolazione dell'anca. Tale protrusione provoca una dislocazione della testa del femore che così si pone sulla linea di congiunzione tra osso iliaco ed ischio. L'acetabolo diviene così troppo profondo e può protrudere nella pelvi.

## Eziopatogenesi
La protrusione dell'acetabolo può essere primaria o secondaria. La forma primaria è a evoluzione progressiva e colpisce solitamente donne di mezza età; può esserci familiarità e comorbidità con osteoartrite.
La forma secondaria può essere conseguente all'impianto di una protesi della testa del femore, a un'artrite settica, a un intervento di artroplastica nell'area coxo-femorale o una dislocazione dovuta a una frattura scomposta.
Una protrusio acetabuli bilaterale può essere dovuta ad artrite reumatoide, alla malattia ossea di Paget, alla sindrome di Marfan, alla spondilite anchilosante o ad osteomalacia; una protrusione unilaterale può essere causata da un'artrite dovuta a tubercolosi, da un trauma o da una displasia fibrosa.

## Segni e sintomi
Nelle fasi iniziali la protrusione è asintomatica; successivamente possono comparire dolori in zona pelvica e una riduzione della mobilità a livello dell'anca.

## Trattamento
La soluzione è di tipo chirurgico, soprattutto mediante artroscopia, e ha un'elevata efficacia. Può essere necessaria la sostituzione dell'intera articolazione nei casi più severi (con dolori forti e/o marcata ipomobilità dell'anca).

## Prognosi
La protrusione può invadere progressivamente la pelvi causando una sintomatologia ingravescente.